# Rotonda del Observatorio número 1
Rotonda del Observatorio Número 1 (en inglés: Number One Observatory Circle) es la residencia oficial del Vicepresidente de los Estados Unidos y su familia.
Se encuentra en un terreno del Observatorio Naval de los Estados Unidos en Washington D. C. La casa se construyó en 1893 para el superintendente del observatorio. El jefe de Operaciones Navales –Chief of Naval Operations– (título que recibe en la Armada estadounidense el jefe de Estado Mayor) estaba enamorado de la casa, tanto que en 1923 se apoderó de ella. Se mantuvo como residencia del Chief of Naval Operations hasta 1974, año en el que el Congreso de los Estados Unidos restauró la casa y la convirtió en la residencia oficial del vicepresidente y su familia.
Antes de que esto ocurriese, el vicepresidente vivía en su propia casa, pero el costo de ofrecer seguridad en la residencia privada había empezado a ser demasiado caro.
Aunque la casa en el número 1 de la rotonda del Observatorio se le ofreció al vicepresidente en 1974, no fue hasta 3 años más tarde que el primer vicepresidente vivió en ella. El vicepresidente Gerald Ford fue nombrado presidente antes de poder usarla, y su vicepresidente, Nelson Rockefeller, usó la residencia vicepresidencial más como lugar de ocio ya que tenía otra residencia en Washington. El vicepresidente Walter Mondale fue el primero en mudarse a esta casa y desde entonces todos los vicepresidentes de los Estados Unidos han vivido en ella.

La mansión fue remodelada por la Armada de los Estados Unidos a principios de 2001, provocando un pequeño retraso en la mudanza del nuevo vicepresidente Dick Cheney y su familia.

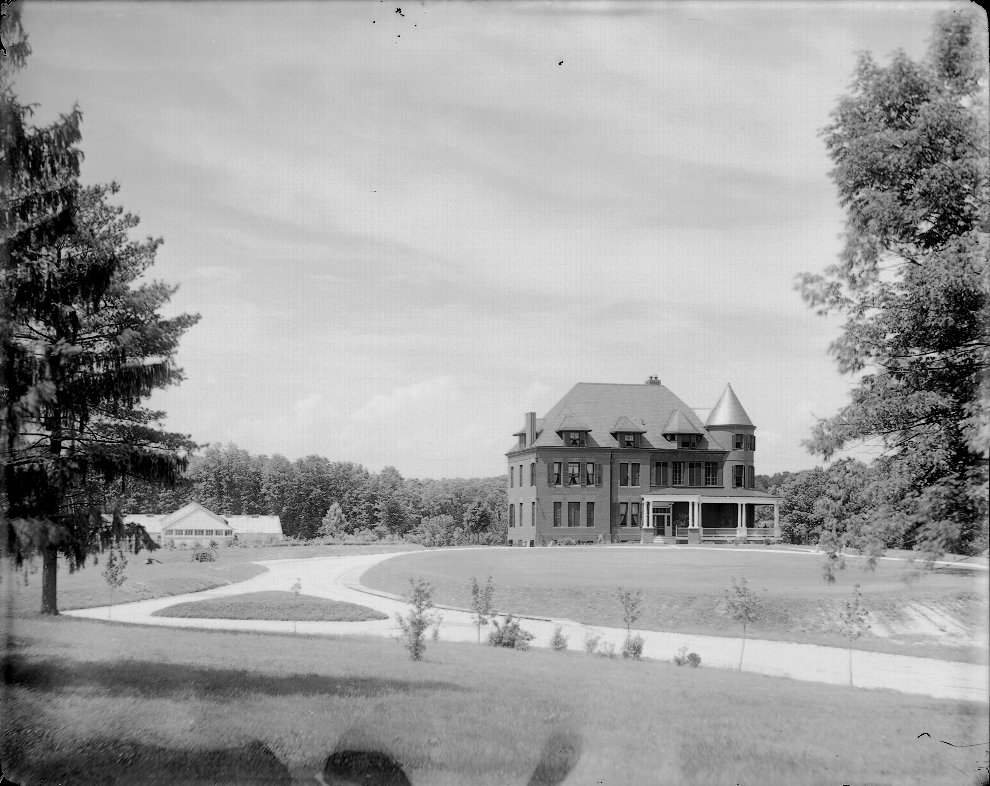
La Casa en 1895.

## Seguridad
Se iniciaron planes para remodelar la casa y hacerla más segura a raíz de los atentados del 11 de septiembre de 2001 en Nueva York y en la zona de Washington D. C. A finales de 2002, los vecinos señalaron incidentes parecidos a explosiones bajo la casa para crear un bunker para el vicepresidente y su equipo.  El trabajo duró varios meses.